# Ulea
Ulea est une ville au sud-est de l'Espagne, dans la région de Murcie.
Sa population s'établit à 991 habitants en 2007. Son économie repose principalement sur l'agriculture (oranges, citrons, abricots, poires, ...)

## Économie
L'économie de la ville repose principalement sur l'agriculture (oranges, citrons, abricots, poires et pêches) et sur son conditionnement et l'exportation des produits.
Les services existants sont représentés pour la plupart par les dépendances du conseil municipal et par l'école publique "Santa Cruz". Bien qu’il y ait également un cabinet médical, un centre d’emploi local, un centre de soins pour personnes âgées, une piscine municipale et un centre culturel, c’est aussi une salle de réunion et un club pour retraités, une bibliothèque publique avec une bibliographie complète et une retraite de yoga.